# Phryganopteryx strigulata
Phryganopteryx strigulata là một loài bướm đêm thuộc phân họ Arctiinae, họ Erebidae.